# The New Day's Dawn
The New Day's Dawn è un cortometraggio muto del 1913 diretto da Harold M. Shaw.

## Produzione
Il film fu prodotto dalla Edison Company.

## Distribuzione
Distribuito dalla General Film Company, il film - un cortometraggio in una bobina - uscì nelle sale cinematografiche statunitensi il 6 gennaio 1913. Venne distribuito nel Regno Unito il 5 aprile 1913.